# Treviso Foot-Ball Club 1993 1996-1997
Questa voce raccoglie le informazioni riguardanti il Treviso Foot-Ball Club 1993 nelle competizioni ufficiali della stagione 1996-1997.

## Stagione
Il Treviso nella stagione 1996-1997 ha preso parte al campionato di Serie C1 (Girone A), nel quale si è classificato al primo posto con 60 punti, venendo promosso in Serie B insieme al Monza vincitrice ai play-off sul Carpi.
Proprio durante la cavalcata verso la serie B muore il 3 marzo 1997, stroncato da un attacco di setticemia a 56 anni il presidente Giovanni Caberlotto, in seguito a un'operazione chirurgica. La presidenza della società passa alla moglie Adriana, che traghetta la società fino alla promozione.
In Coppa Italia Serie C al primo turno batte il Giorgione, vincendo 1-0 in trasferta e pareggiando 1-1 in casa, poi viene eliminato al secondo turno dalla Triestina (perde 1-0 a Trieste e pareggia 0-0 in casa).

## Divise e sponsor
Sponsor tecnico è Lotto, sponsor ufficiale è Marazzato Treviso.
| Casa |

## Rosa
| N. |                   | Ruolo | Calciatore                |
| -- | ----------------- | ----- | ------------------------- |
|    | Italia (bandiera) | P     | Mauro Bacchin             |
|    | Italia (bandiera) | P     | Massimo Cecchinato        |
|    | Italia (bandiera) | P     | Tiziano Ramon             |
|    | Italia (bandiera) | D     | Massimiliano Dal Compare  |
|    | Italia (bandiera) | D     | Simone Groppi             |
|    | Italia (bandiera) | D     | Stefano Lombardi          |
|    | Italia (bandiera) | D     | Giuseppe Margiotta        |
|    | Italia (bandiera) | D     | Francesco Maino           |
|    | Italia (bandiera) | D     | Ezio Rossi                |
|    | Italia (bandiera) | C     | Diego Bonavina (capitano) |

| N. |                   | Ruolo | Calciatore                |
| -- | ----------------- | ----- | ------------------------- |
|    | Italia (bandiera) | C     | Andrea Boscolo            |
|    | Italia (bandiera) | C     | Alessandro De Poli        |
|    | Italia (bandiera) | C     | Gianluca Leoni            |
|    | Italia (bandiera) | C     | Filippo Novello           |
|    | Italia (bandiera) | C     | Daniele Pasa              |
|    | Italia (bandiera) | C     | Giovanni Soncin           |
|    | Italia (bandiera) | A     | Alessandro Costa          |
|    | Italia (bandiera) | A     | Flavio Fiorio             |
|    | Italia (bandiera) | A     | Loris Pradella (capitano) |
|    | Italia (bandiera) | A     | Dario Tollardo            |

## Risultati

### Campionato

#### Girone di andata
| 1º settembre 1996 1ª giornata | Treviso | 1 – 1 | Carrarese |  |

| 8 settembre 1996 2ª giornata | Prato | 3 – 1 | Treviso |  |

| 15 settembre 1996 3ª giornata | Treviso | 2 – 0 | Alzano Virescit |  |

| 22 settembre 1996 4ª giornata | Novara | 2 – 2 | Treviso |  |

| 29 settembre 1996 5ª giornata | Treviso | 1 – 0 | Carpi |  |

| 6 ottobre 1996 6ª giornata | Spezia | 0 – 0 | Treviso |  |

| 20 ottobre 1996 7ª giornata | Fiorenzuola | 1 – 3 | Treviso |  |

| 27 ottobre 1996 8ª giornata | Treviso | 3 – 1 | Montevarchi |  |

| 3 novembre 1996 9ª giornata | Saronno | 2 – 1 | Treviso |  |

| 10 novembre 1996 10ª giornata | Treviso | 2 – 1 | Pistoiese |  |

| 24 novembre 1996 11ª giornata | Modena | 1 – 1 | Treviso |  |

| 1º dicembre 1996 12ª giornata | Treviso | 1 – 2 | Brescello |  |

| 8 dicembre 1996 13ª giornata | Alessandria | 1 – 2 | Treviso |  |

| 15 dicembre 1996 14ª giornata | Treviso | 1 – 1 | Monza |  |

| 22 dicembre 1996 15ª giornata | Treviso | 2 – 0 | Como |  |

| 29 dicembre 1996 16ª giornata | SPAL | 2 – 5 | Treviso |  |

| 12 gennaio 1997 17ª giornata | Treviso | 2 – 1 | Siena |  |

#### Girone di ritorno
| 19 gennaio 1997 17ª giornata | Carrarese | 1 – 3 | Treviso |  |

| 26 gennaio 1997 19ª giornata | Treviso | 3 – 0 | Prato |  |

| 2 febbraio 1997 20ª giornata | Alzano Virescit | 0 – 0 | Treviso |  |

| 9 febbraio 1997 21ª giornata | Treviso | 1 – 0 | Novara |  |

| 16 febbraio 1997 22ª giornata | Carpi | 0 – 0 | Treviso |  |

| 23 febbraio 1997 23ª giornata | Treviso | 1 – 0 | Spezia |  |

| 2 marzo 1997 24ª giornata | Treviso | 1 – 0 | Fiorenzuola |  |

| 9 marzo 1997 25ª giornata | Montevarchi | 1 – 1 | Treviso |  |

| 16 marzo 1997 26ª giornata | Treviso | 1 – 1 | Saronno |  |

| 29 marzo 1997 27ª giornata | Pistoiese | 2 – 0 | Treviso |  |

| 6 aprile 1997 28ª giornata | Treviso | 0 – 0 | Modena |  |

| 12 aprile 1997 29ª giornata | Brescello | 0 – 0 | Treviso |  |

| 20 aprile 1997 30ª giornata | Treviso | 2 – 0 | Alessandria |  |

| 27 aprile 1997 31ª giornata | Monza | 1 – 0 | Treviso |  |

| 4 maggio 1997 32ª giornata | Como | 0 – 0 | Treviso |  |

| 11 maggio 1997 33ª giornata | Treviso | 2 – 1 | SPAL |  |

| 18 maggio 1997 34ª giornata | Siena | 3 – 2 | Treviso |  |